# Стоимость капитала
В экономике и бухгалтерском учете, стоимость капитала – стоимость средств компании (как заемного, так и собственного капитала), или с точки зрения инвестора «норма доходности ценных бумаг портфеля компании»." Она используется для оценки новых проектов компании.  Представляет собой минимальную норму доходности, которую инвесторы ожидают получить за вложенный в компанию капитал, то есть порог, который должен удовлетворять новый проект.

## Базовая концепция
Для того, чтобы проект приносил доход, его ожидаемая отдача на капитал должна быть выше стоимости капитала. При наличии нескольких конкурирующих инвестиционных возможностей, инвесторы готовы вложить свой капитал в тот проект, который имеет максимальную отдачу. Говоря другими словами, стоимость капитала – это норма отдачи, которую может принести капитал при наилучшем альтернативном инвестировании с эквивалентным риском, то есть является альтернативной стоимостью капитала. Если проект имеет в среднем эквивалентный риск для деятельности компании, то благоразумно использовать среднюю стоимость капитала компании в качестве базового показателя оценки. Однако, для проектов вне основной деятельности компании, использование текущей стоимости капитала навряд ли будет обоснованным, поскольку риски компании не одинаковы. .
Ценные бумаги компании обычно включают в себя как заёмный, так и собственный капитал. Поэтому необходимо рассчитывать стоимость как заёмного, так и собственного капитала. При этом необходимо, чтобы стоимости заёмного и собственного капитала были опережающими и отражали будущие ожидания рисков и отдач. Это означает, к примеру, что прошлая стоимость заёмного капитала не является подходящим показателем фактической опережающей стоимости заёмного капитала.
Как только будет определены стоимость заёмного и собственного капиталов, можно будет рассчитать на их основе средневзвешенную стоимость капитала (WACC). Средневзвешенная стоимость капитала может быть использована в качестве ставки дисконтирования для ожидаемых денежных потоков проекта для компании.

## Стоимость заёмного капитала
Когда компании приобретают средства у внешних кредиторов, то процентная ставка по этим средствам называется стоимостью заёмного капитала. Стоимость заёмного капитала рассчитывается путём добавления премии за риск к ставке безрисковой облигации, чей срок совпадает со срочной структурой корпоративного займа. Данная рисковая премия будет выше с ростом суммы займа (поскольку, при прочих равных условиях, риск повышается при повышении стоимости заёмного капитала). Так как в большинстве случаев расходы по займу не подлежат налогообложению, стоимость заемного капитала рассчитывается на посленалоговой основе для обеспечения её сопоставимости со стоимостью собственного капитала (доходы также облагаются налогом). Таким образом, для прибыльных фирм заёмный капитал дисконтируется ставкой налога. Формулу можно записать в следующем виде:
{\displaystyle K_{D}=(R_{f}+{\text{ставка кредитного риска}})(1-T)},
где {\displaystyle T} — ставка налога на прибыль корпораций и {\displaystyle R_{f}} — безрисковая ставка.

## Стоимость собственного капитала
Стоимость собственного капитала выводится путём сопоставления вложений с другими инвестициями эквивалентного риска. Обычно рассчитывается с использованием формулы модели ценообразования капитальных активов:
Стоимость собственного капитала = Безрисковая норма доходности + Ожидаемая премия за риск
Стоимость собственного капитала = Безрисковая норма доходности + Бета × (Рыночная норма доходности – безрисковая норма доходности)
где Бета = чувствительность к движениям на соответствующем рынке. С использованием обозначений имеем
{\displaystyle E_{s}=R_{f}+\beta _{s}(R_{m}-R_{f})}
где:
Es – ожидаемая норма доходности ценной бумаги;
Rf – ожидаемая безрисковая норма доходности на данном рынке (доходность государственной облигации);
βs – чувствительность ценной бумаги к рыночному риску;
Rm – историческая норма доходности рынка ценных бумаг; и
(Rm – Rf) – рисковая премия рыночных активов над безрисковыми.
Безрисковая ставка – это доходность долгосрочных облигаций на отдельном рынке, таких как государственные облигации.
Альтернативным методом оценки требуемой нормы доходности в модели ценообразования капитальных активов может служить трехфакторная модель Фама-Френча.

### Ожидаемая норма доходности
Ожидаемая норма доходности (или ожидаемая норма доходности инвесторов) может быть рассчитана при помощи модели капитализации:
{\displaystyle K_{cs}={\frac {{\text{Dividend}}_{\text{Payment/Share}}(1+{\text{Growth}})}{{\text{Price}}_{\text{Market}}}}+{\text{Growth}}_{\text{rate}}}.
где
{\displaystyle K_{cs}} - стоимость собственного капитала;
 Dividend  Payment/Share  – текущая сумма дивидендных выплат на ценную бумагу;
Growth – ожидаемый постоянный темп роста дивидендных выплат;
Price  Market  – текущая стоимость ценной бумаги;

### Комментарии
Согласно данным моделям, инвесторы будут ожидать норму отдачи, равной безрисковой норме доходности плюс чувствительность к рыночному риску (β), умноженная на рыночную премию за риск.
Рисковая премия варьируется в зависимости от времени и места, однако в некоторых развитых странах в двадцатом веке она равнялась около 5%. Реальная рыночная норма доходности собственного капитала равняется примерно среднегодовому темпу роста ВВП. Прирост капитала в Промышленном индексе Доу Джонса равнялся 1.6% в год за период 1910—2005. Дивиденды привели к повышению общей «реальной» нормы доходности среднего собственного капитала в два раза, около 3.2%.
Чувствительность к рыночному риску (β) весьма уникальна для каждой фирмы и зависит от всего, начиная с управления и до самой деятельности фирмы и её структуры капитала. Значение β не может быть известно заранее, и может быть рассчитано только на основе прошлых норм доходности и прошлой деятельности компании.

#### Стоимость (реинвестируемой) нераспределённой прибыли / стоимость внутренних собственных источников
Необходимо отметить, что нераспределённая прибыль является частью собственного капитала, и стоимость нераспределённой прибыли (внутренние собственные источники) равна стоимости собственного капитала, описанной выше. Дивиденды (доходы, которые выплачиваются инвесторам вместо реинвестирования) являются частью нормы доходности на капитал держателей акции и влияют на стоимость капитала именно через этот механизм.
{\displaystyle K_{E}={\frac {D_{1}}{P_{0}-F}}+g}
где
{\displaystyle K_{E}} - стоимость внутренних источников
{\displaystyle D_{1}} - дивидендные выплаты на акцию в следующем году
{\displaystyle P_{0}} - текущая рыночная стоимость акции
{\displaystyle F} - расходы на выпуск и размещение акции
{\displaystyle g} - темп роста дивидендов

## Средневзвешенная стоимость капитала
Средневзвешенная стоимость капитала (WACC) применяется в финансах для оценки стоимости капитала фирмы. WACC не диктуется управляющим органом компании. Она, скорее, представляет собой минимальную норму доходности, которую компания ожидает получить на существующие активы, чтобы удовлетворить своих кредиторов, владельцев и прочих поставщиков капитала, поскольку в противном случае они инвестируют свой капитал в другой проект.
Общий капитал фирмы — это стоимость её собственного капитала (для фирмы без текущих варрантов и опционов), что равнозначно рыночной капитализации плюс стоимость её заёмного капитала (стоимость заёмного капитала должна постоянно обновляться с учётом изменений процентных ставок). Следует отметить, что собственный капитал в соотношении заёмного капитала к собственному является рыночной стоимостью всего собственного капитала, а не собственным капиталом дольщиков в бухгалтерском балансе компании. Для оценки средневзвешенной стоимости капитала, необходимо в первую очередь рассчитать стоимости отдельных источников финансирования: стоимость заёмного капитала, стоимость привилегированного капитала и стоимость собственного капитала.
Расчёт WACC является динамичной процедурой, требующей оценки соответствующей рыночной стоимости собственного капитала.

## Факторы, влияющие на стоимость капитала
Ниже приводится перечень факторов, оказывающих влияние на стоимость капитала .

### Структура капитала
Вследствие выгод налогообложения от выпуска заёмного капитала, намного дешевле выпустить долг, чем собственный капитал (данное утверждение верно только для рентабельных фирм, налоговые каникулы доступны только для  рентабельных фирм). Однако, по истечении определённого времени стоимость выпуска нового долга будет выше стоимости собственного капитала. Это объясняется тем, что увеличение заёмного капитала повышает риск неплатежеспособности и, как следствие, процентную ставку, по которой фирма приобретает заёмный капитал. При использовании больше заёмного капитала, этот повышенный риск неплатёжеспособности может также привести к повышению стоимости прочих источников (таких как реинвестированная нераспределённая прибыль или привилегированная акция). Управления компании должно определить оптимальное соотношение источников финансирования - структуру капитала, при которой стоимость капитала минимизируется таким образом, что максимизируется стоимость компании.
База данных корпорации Thomson Reuters показывает, что мировой выпуск долгового обязательства превышает выпуск собственного капитала в соотношении 9 к 1.
Структура капитала должна определяться с учётом средневзвешенной стоимости капитала.

### Бухгалтерская информация
Lambert et.al.(2005) выявил, что качество бухгалтерской информации может влиять на стоимость капитала фирмы, как непосредственно, так и косвенно.

## Теорема Модильяни — Миллера
При отсутствии налоговых льгот при выпуске долгового обязательства и при свободном выпуске собственного капитала, Модильяни и Миллер показали, что, при определённых условиях, стоимость компании с высокой долей заёмного капитала и стоимость компании без заёмного капитала должны быть одинаковы.